# Schlacht von Sellasia
Die Schlacht von Sellasia im Sommer (Juli?) des Jahres 222 v. Chr. nahe der Stadt Sparta beendete mit dem Sieg der verbündeten Truppen Makedoniens und des Achaiischen Bundes über die Spartaner unter ihrem König Kleomenes III. nicht nur den seit 227 v. Chr. andauernden Kleomenischen Krieg, sondern besiegelte mit der spartanischen Niederlage endgültig dessen Ambitionen, in Griechenland als Ordnungsmacht aufzutreten.

## Vorgeschichte
Kleomenes war seit 235 v. Chr. König von Sparta und organisierte, wie vor ihm Agis IV., eine umfassende Reformpolitik, die dem Anspruch nach das System Lykurgs wiederherstellen sollte. Da dies nicht nur innere Reformen beinhaltete, sondern auch die Wiedergewinnung des politischen Einflusses in Griechenland, der im 4. Jh. v. Chr. durch die Erfolge Thebens und Makedoniens verloren gegangen war, kam es zum Konflikt mit anderen griechischen Mächten, zunächst vor allem mit dem Achaiischen Bund, der unter dem Strategen Aratos von Sikyon an Einfluss gewonnen hatte, dann aber auch mit dessen Verbündeten Makedonien unter König Antigonos III. Doson, dem es gelang, auch Böotien, Thessalien und Akarnanien gegen Sparta zu gewinnen. Kleomenes versuchte, nachdem er Arkadien unter seine Kontrolle gebracht hatte, den Vormarsch der Koalition am Isthmus von Korinth aufzuhalten, musste sich aber zurückziehen, als Argos gegen ihn rebellierte. Im Jahr 223 v. Chr. wurde dann heftig um Arkadien gekämpft; die Spartaner eroberten das strategisch wichtige Megalopolis, verloren aber Tegea, Orchomenos und Mantineia; zudem stellte Ptolemaios III. von Ägypten seine Unterstützungszahlungen an Sparta ein. Nun stieß Antigonos in das spartanische Kernland Lakonien selbst vor, wo sich die Spartaner vor den Toren ihrer Stadt bei Sellasia zum Kampf stellten.

## Schlacht
Kleomenes standen rund 10.000 Mann Infanterie (Hopliten und Perioiken) sowie 650 Reiter zur Verfügung. Kleomenes postierte seine Hopliten-Phalanx auf einen Olympos genannten Hügel, wobei er auch auf eine kleinere Streitmacht von leicht bewaffneten Söldnern zurückgreifen konnte. Die Perioiken und Verbündeten Spartas behielt er unter dem Kommando des Eukleidas auf seinem linken Flügel auf einem Hügel namens Evas. Die Kavallerie befand sich im Zentrum. Zahlenmäßig waren die Spartaner dem Gegner unterlegen, doch hoffte Kleomenes, diesen Nachteil durch die günstige strategische Position auf dem Hügel ausgleichen zu können, die er entsprechend befestigen ließ.
Kleomenes standen auf der gegnerischen Seite nicht weniger als 30.000 Mann gegenüber, von denen allein die Makedonier unter Antigonos 20.000 Mann stellten. Die Achaiier boten, ebenso wie die Megalopolitaner, 1.000 Mann auf; ein weiteres Kontingent bestand aus Illyrern unter dem Kommando des Demetrios von Pharos. Zunächst begannen die Verbündeten mit einem Angriff leicht bewaffneter Truppen. Diese gerieten jedoch schnell in Bedrängnis. Dem Bericht des Polybios zufolge soll in diesem kritischen Moment, als andere Befehlshaber untätig blieben, der gerade dreißigjährige achaiische Hauptmann Philopoimen die Initiative ergriffen und die Achaiier und Makedonen zum Sturm bewogen haben. Philopoimen habe sich auch dadurch nicht vom Vormarsch abhalten lassen, dass sein Pferd tödlich getroffen und ein gegnerischer Speer seine eigenen beiden Schenkel durchbohrt habe. Kleomenes, der mit ansehen musste, wie seine Truppen aufgerieben wurden, wandte sich zur Flucht und bestieg an der Küste ein Schiff, das ihn ins Exil nach Ägypten brachte. Antigonos zeigte sich dem besiegten Sparta gegenüber großmütig und verzichtete auf die sonst übliche harte Bestrafung, da der Krieg nur dem geflüchteten König gegolten habe. Allerdings sollte sich Sparta von dieser Niederlage nie mehr erholen und fristete von nun an in der griechischen Staatengemeinschaft ein Schattendasein.